# NBA All-Star Weekend 1988
L'NBA All-Star Weekend 1988, svoltosi a Chicago, vide la vittoria finale della Eastern Conference sulla Western Conference per 138 a 133.
Michael Jordan, dei Chicago Bulls, fu nominato MVP della partita, e per il secondo anno consecutivo fece suo anche l'NBA Slam Dunk Contest. Larry Bird, dei Boston Celtics, per il terzo anno consecutivo vinse l'NBA Three-point Shootout.

## Sabato

### Legend Classic
| 6 febbraio 1988 | Est | 47 – 45 | Ovest |  |

### Slam Dunk Contest
| Giocatore                       | Primo turno | Semifinali     | Finale         |
| ------------------------------- | ----------- | -------------- | -------------- |
| Michael Jordan (Chicago)        | 94 (47+47)  | 145 (50+48+47) | 147 (50+47+50) |
| Dominique Wilkins (Atlanta)     | 96 (49+47)  | 143 (49+47+47) | 145 (50+50+45) |
| Clyde Drexler (Portland)        | 88 (44+44)  | 133 (45+42+46) |                |
| Otis Smith (Golden State)       | 87 (40+47)  | 109 (45+22+42) |                |
| Jerome Kersey (Portland)        | 79 (41+38)  |                |                |
| Cadillac Anderson (San Antonio) | 76 (42+34)  |                |                |
| Spud Webb (Atlanta)             | 52 (34+18)  |                |                |

### Three-point Shootout
- Detlef Schrempf, Dallas Mavericks
- Michael Cooper, Los Angeles Lakers
- Danny Ainge, Boston Celtics
- Larry Bird, Boston Celtics
- Dale Ellis, Seattle SuperSonics

- Craig Hodges, Milwaukee Bucks
- Mark Price, Cleveland Cavaliers
- Trent Tucker, New York Knicks
- Byron Scott, Los Angeles Lakers

in grassetto è indicato il vincitore

## Domenica

### All-Star Game - Squadre

#### Western Conference
| Western Conference  |                        |     |     |     |     |     |     |     |     |
| Giocatore           | Squadra                | MIN | FGM | FGA | FTM | FTA | RIM | AST | PT  |
| Alex English        | Denver Nuggets         | 22  | 5   | 10  | 0   | 0   | 3   | 4   | 10  |
| Karl Malone         | Utah Jazz              | 33  | 9   | 19  | 4   | 5   | 10  | 2   | 22  |
| Hakeem Olajuwon     | Houston Rockets        | 28  | 8   | 13  | 5   | 7   | 9   | 2   | 21  |
| Magic Johnson       | Los Angeles Lakers     | 39  | 4   | 15  | 9   | 9   | 6   | 19  | 17  |
| Fat Lever           | Denver Nuggets         | 31  | 7   | 14  | 3   | 4   | 4   | 3   | 17  |
| Mark Aguirre        | Dallas Mavericks       | 12  | 5   | 10  | 3   | 3   | 1   | 1   | 14  |
| Kareem Abdul-Jabbar | Los Angeles Lakers     | 14  | 4   | 9   | 2   | 2   | 4   | 0   | 10  |
| Alvin Robertson     | San Antonio Spurs      | 12  | 1   | 3   | 0   | 0   | 0   | 1   | 2   |
| Xavier McDaniel     | Seattle SuperSonics    | 13  | 1   | 9   | 0   | 0   | 2   | 0   | 2   |
| Clyde Drexler       | Portland Trail Blazers | 15  | 3   | 5   | 6   | 6   | 5   | 0   | 12  |
| James Worthy        | Los Angeles Lakers     | 13  | 2   | 8   | 0   | 1   | 3   | 1   | 4   |
| James Donaldson     | Dallas Mavericks       | 8   | 0   | 0   | 2   | 2   | 6   | 1   | 2   |
| Totale              |                        | 240 | 49  | 115 | 34  | 39  | 53  | 34  | 133 |
| All. Pat Riley      | Los Angeles Lakers     |     |     |     |     |     |     |     |     |

MIN: minuti. FGM: tiri dal campo riusciti. FGA: tiri dal campo tentati. FTM: tiri liberi riusciti. FTA: tiri liberi tentati. RIM: rimbalzi. AST: assist. PT: punti

#### Eastern Conference
| Eastern Conference |                     |     |     |     |     |     |     |     |     |
| Giocatore          | Squadra             | MIN | FGM | FGA | FTM | FTA | RIM | AST | PT  |
| Larry Bird         | Boston Celtics      | 32  | 2   | 8   | 2   | 2   | 7   | 1   | 6   |
| Dominique Wilkins  | Atlanta Hawks       | 30  | 12  | 22  | 5   | 6   | 5   | 0   | 29  |
| Moses Malone       | Washington Bullets  | 22  | 2   | 6   | 3   | 6   | 9   | 2   | 7   |
| Isiah Thomas       | Detroit Pistons     | 28  | 4   | 10  | 0   | 0   | 2   | 15  | 8   |
| Michael Jordan     | Chicago Bulls       | 29  | 17  | 23  | 6   | 6   | 8   | 3   | 40  |
| Patrick Ewing      | New York Knicks     | 16  | 4   | 8   | 1   | 1   | 6   | 0   | 9   |
| Doc Rivers         | Atlanta Hawks       | 16  | 2   | 4   | 5   | 11  | 3   | 6   | 9   |
| Kevin McHale       | Boston Celtics      | 14  | 0   | 1   | 2   | 2   | 1   | 1   | 2   |
| Charles Barkley    | Philadelphia 76ers  | 15  | 1   | 4   | 2   | 2   | 3   | 0   | 4   |
| Danny Ainge        | Boston Celtics      | 19  | 4   | 11  | 1   | 2   | 3   | 2   | 12  |
| Brad Daugherty     | Cleveland Cavaliers | 15  | 6   | 7   | 0   | 0   | 3   | 1   | 12  |
| Maurice Cheeks     | Philadelphia 76ers  | 4   | 0   | 0   | 0   | 0   | 2   | 1   | 0   |
| Totale             |                     | 240 | 54  | 104 | 27  | 38  | 52  | 32  | 138 |
| All. Mike Fratello | Atlanta Hawks       |     |     |     |     |     |     |     |     |

MIN: minuti. FGM: tiri dal campo riusciti. FGA: tiri dal campo tentati. FTM: tiri liberi riusciti. FTA: tiri liberi tentati. RIM: rimbalzi. AST: assist. PT: punti